# Birgit Vanderbeke
Birgit Vanderbeke (Dahme, 8 de agosto de 1956 - Südfrankreich, 24 de diciembre de 2021) fue una escritora alemana.

## Trayectoria
Vanderbeke nació en Dahme, Alemania Oriental,pero creció en Frankfurt am Main, Hesse, después de que su familia se mudara a Alemania Occidental en 1961.
Estudió derecho, lenguas germánicas y romances. 
Durante sus estudios y algunos años después, se ganó la vida en el Instituto de Investigación Social y utilizó intensivamente el archivo de la Escuela de Fráncfort en Senckenberganlage.
Con su primera novela Das Muschlelessen recibió el premio Ingeborg Bachmann en 1990. Jamie Bulloch publicó la traducción al inglés en 2013 por Peirene Press como The Mussel Feast y en el año 2022 traducido al español por Marisa Presas con el título Mejillones para cenar, en Ediciones invisibles
A partir de 1993 vivió como escritora independiente en una pequeña ciudad del sur de Francia, cerca de Aviñón.
En 2002 publicó Gebrauchsanweisung für Südfrankreich (Instrucciones para el sur de Francia), en el que contaba sus experiencias como ciudadana alemana y madre soltera en una convivencia rural en el sur de Francia.
En su novela de autoficción Geld oder Leben (El dinero o la vida), critica el progreso, y al mismo tiempo se manifiesta como una "vehemente feminista" por lo que se granjeó un amplio y constante número de lectores y lectoras en Alemania y Austria.
Vivió modestamente de sus libros y de sus giras de lectura por los países de habla alemana. En los últimos años no llegó a publicar un libro nuevo anualmente, por lo que tuvo problemas editoriales.
Murió el 24 de diciembre de 2021, a la edad de 65 años.

## Obra
Su obra más conocida es Mejillones para cenar. En 1990, Vanderbeke recitó un fragmento de este texto, tal como se requiere en la competición por el Premio Ingeborg Bachmann y ganó. Con el relato Alberta tiene un amante, pudo consolidar el éxito de su narrativa de debut.
- Das Muschelessen, Rotbuch, Berlin 1990, ISBN 3-596-13783-7 (1993 als Rotbuch-Taschenbuch, Band 77, ISBN 3-88022-097-2 / als Fischer-TB Band 13 783, Frankfurt am Main 1997, ISBN 3-596-13783-7), Mejillones para cenar, Barcelona, Ediciones invisibles, 2022, ISBN 9788412401950
- Fehlende Teile, narrativa. Rotbuch, Berlin 1992, ISBN 3-596-13784-5.
- Gut genug, narrativa. Rotbuch, Berlin 1993, ISBN 3-596-13785-3 (1996 als Rotbuch-Taschenbuch, Band 1030, ISBN 3-88022-398-X / als Fischer-Taschenbuch Band 13 785, Frankfurt am Main 1999, ISBN 3-596-13785-3).
- Ich will meinen Mord, Rowohlt, Berlin 1995, ISBN 3-596-15925-3.
- Friedliche Zeiten, narrativa. Rotbuch, Hamburg 1996, ISBN 3-596-13786-1 (als Fischer-Taschenbuch, Band 13 786, Frankfurt am Main 2000, ISBN 3-596-13786-1).
- Alberta empfängt einen Liebhaber, narrativa. Fest, Berlin 1997, ISBN 3-596-14198-2 (als Hörbuch: 2 MC bei Hörverlag München 1998, ISBN 3-89584-451-9). Alberta tiene un amante, Salamandra, Barcelona, 1999 ISBN 84-7888-489-0
- Ich sehe was, was Du nicht siehst, Fest, Berlin 1999, ISBN 3-8286-0100-6 (als Fischer-Taschenbuch, Band 15 001, Frankfurt am Main 2001, ISBN 3-596-15001-9).
- Hexenreden (mit Gisela von Wysocki und Marlene Streeruwitz). In: Göttinger Sudelblätter, Wallstein, Göttingen 1999, ISBN 3-89244-372-6.
- Ariel oder der Sturm auf die weiße Wäsche (editing and epilogue Ralph Schock). En: Rede an die Abiturienten des Jahrgangs 2000, Gollenstein, Blieskastel 2001, ISBN 3-933389-44-5.
- Abgehängt, narrativa. S. Fischer, Frankfurt am Main 2001, ISBN 3-10-087020-4 (als Fischer-Taschenbuch, Band 15 622, Frankfurt am Main 2002, ISBN 3-596-15622-X).
- Gebrauchsanweisung für Südfrankreich, Piper 7515, München / Zürich 2002, ISBN 3-492-27515-X.
- Geld oder Leben, S. Fischer, Frankfurt am Main 2003, ISBN 3-10-087021-2.
- Schmeckt’s?, Cooking without taboos. S. Fischer, Frankfurt am Main 2004, ISBN 978-3-10-087025-4.
- Sweet sixteen, S. Fischer, Frankfurt am Main 2005, ISBN 3-10-087026-3.
- Die sonderbare Karriere der Frau Choi, S. Fischer, Frankfurt am Main 2007, ISBN 978-3-10-087086-5 (als Fischer-Taschenbuch Band 17 460, Frankfurt am Main 2009, ISBN 3-596-17460-0).
- Das lässt sich ändern, Piper, München / Zürich 2011, ISBN 978-3-492-05456-0.
- Die Frau mit dem Hund, Piper, München / Zürich 2012, ISBN 978-3-492-05511-6.
- Der Sommer der Wildschweine, Piper, München / Zürich 2013, ISBN 978-3-492-05622-9.
- Ich freue mich, dass ich geboren bin, Piper, München / Zürich 2016, ISBN 978-3-492-05754-7.
- Wer dann noch lachen kann, novela. Piper, München / Zürich 2017, ISBN 978-3-492-05839-1.
- Alle, die vor uns da waren, novela. Piper, München / Zürich 2020, ISBN 978-3-492-31460-2.

## Premios y honores
- 1990 Premio Ingeborg Bachmann por Mejillones para cenar.[7]
- 1997 Premio literario Kranichsteiner.[1]
- 1999 Premios literarios Solothurner.[1]
- 1999 Premio Roswitha.[7]
- 2002 Premio Hans Fallada.[10]
- 2007 Br¨der̠Grimm-Professur en la Universidad de Kassel.[11]
- 2014 Lista de finalistas del Premio Independiente de Ficción Extranjera por The Mussel Feast (alemán; traducción de Jamie Bulloch).[12]